# وگا دو اسپینردا
وگا دو اسپینردا (به اسپانیایی: Vega de Espinareda) یک شهرستان در اسپانیا است که در استان لئن واقع شده‌است.

## خصوصیات
وگا دو اسپینردا ۱۳۲ کیلومترمربع مساحت و ۲٬۷۰۵ نفر جمعیت دارد.